# جورجينا فارمان
جورجينا فارمان (بالإنجليزية: Georgina Farman)‏ هي لاعبة هوكي الجليد بريطانية، ولدت في 12 فبراير 1991.

## وصلات خارجية
- جورجينا فارمان على موقع EliteProspects.com (الإنجليزية)